# Challenger de Alphen aan den Rijn 2014
El TEAN International 2014 fue un torneo de tenis profesional jugado en canchas de tierra batida. Se disputó la 19.ª edición del torneo que formó parte del circuito ATP Challenger Tour 2014. Se llevó a cabo en Alphen aan den Rijn, Países Bajos entre el 1 y el 7 de septiembre de 2014.

## Jugadores participantes del cuadro de individuales

### Cabezas de serie
| País                        | Jugador                 | Rank1 | Favorito |
| --------------------------- | ----------------------- | ----- | -------- |
| Bandera de los Países Bajos | Robin Haase             | 70    | 1        |
| Bandera de los Países Bajos | Igor Sijsling           | 72    | 2        |
| Bandera de España           | Daniel Gimeno Traver    | 101   | 3        |
| Bandera de los Países Bajos | Thiemo de Bakker        | 140   | 4        |
| Bandera de Rumania          | Victor Hănescu          | 150   | 5        |
| Bandera de Francia          | Axel Michon             | 180   | 6        |
| Bandera de Italia           | Matteo Viola            | 193   | 7        |
| Bandera de España           | Roberto Carballés Baena | 212   | 8        |

- 1 Se ha tomado en cuenta el ranking del 25 de agosto de 2014.

### Otros participantes
Los siguientes jugadores recibieron una invitación (wild card), por lo tanto ingresan directamente al cuadro principal (WC):
- Thiemo de Bakker
- Robin Haase
- Jelle Sels
- Igor Sijsling

Los siguientes jugadores ingresan al cuadro principal tras disputar el cuadro clasificatorio (Q):
- Wesley Koolhof
- Matthias Wunner
- Moritz Baumann
- Matwé Middelkoop

Los siguientes jugadores ingresan al cuadro principal como alternantes (Alt):
- Kimmer Coppejans
- Daniel Muñoz de la Nava

## Campeones

### Individual Masculino
- Jesse Huta Galung derrotó en la final a  Daniel Muñoz de la Nava 6–3, 6–4

### Dobles Masculino
- Antal van der Duim /  Boy Westerhof derrotaron en la final a  Rubén Ramírez Hidalgo /  Matteo Viola 6–1, 6–3